# Gabinete Ahmed

Emblema del Consejo de Ministros de Etiopía.

El Gabinete Ahmed es el gabinete actual de Etiopía que empezó sus funciones el 2 de abril de 2018.

## Apoyo parlamentario
| Cámara                             | Candidato  | Fecha                                                | Voto | PP  | MNA | CEJS | PDPG | PDPK | Ind. | EE | Total   |
| ---------------------------------- | ---------- | ---------------------------------------------------- | ---- | --- | --- | ---- | ---- | ---- | ---- | -- | ------- |
| Cámara de Representantes Populares | Abiy Ahmed | 2 de abril de 2018 Mayoría simple requerida (51/101) | Sí   | 452 |     |      |      |      |      |    | 452/547 |
| Cámara de Representantes Populares | Abiy Ahmed | 2 de abril de 2018 Mayoría simple requerida (51/101) | No   |     | 5   | 4    | 2    | 1    | 4    |    | 16/547  |
| Cámara de Representantes Populares | Abiy Ahmed | 2 de abril de 2018 Mayoría simple requerida (51/101) | Abs. |     |     |      |      |      |      | 77 | 77/547  |

## Composición
| Partido político                                | Independiente             | Independiente        |        |       |
| Partido político                                | Partido de la Prosperidad |                      |        |       |
| Cargo                                           | Nombre                    | Nombre               | Nombre | Ref.  |
| Presidenta                                      |                           |                      |        |       |
| Presidenta de Etiopía                           |                           | Sahle-Work Zewde     |        | [ 1 ] |
| Primer Ministro                                 |                           |                      |        |       |
| Primer Ministro                                 |                           | Abiy Ahmed           |        | [ 1 ] |
| Viceprimer Ministro                             |                           |                      |        |       |
| Viceprimer Ministro                             |                           | Demeke Mekonnen      |        | [ 1 ] |
| Ministros                                       |                           |                      |        |       |
| Ministro de Relaciones Exteriores               |                           | Demeke Mekonnen      |        | [ 1 ] |
| Ministro de Defensa                             |                           | Abraham Belay        | [ 1 ]  |       |
| Ministro de Finanzas                            |                           | Ahmed Shide          | [ 1 ]  |       |
| Ministro de Justicia                            |                           | Gedion Timotheos     | [ 1 ]  |       |
| Ministro de la Paz                              |                           | Binalf Andualem      | [ 1 ]  |       |
| Ministro de Educación                           |                           | Berhanu Nega         | [ 1 ]  |       |
| Ministra de Salud                               |                           | Lia Tadesse          | [ 1 ]  |       |
| Ministro de Innovación y Tecnología             |                           | Belete Molla         | [ 1 ]  |       |
| Ministro de Transporte y Logística              |                           | Dagmawit Moges       | [ 1 ]  |       |
| Ministro de Industria                           |                           | Melaku Alebel        | [ 1 ]  |       |
| Ministro de Comercio e Integración Regional     |                           | Gebremeskel Chala    | [ 1 ]  |       |
| Ministro de Hacienda                            |                           | La'qe Ayalew         | [ 1 ]  |       |
| Ministro de Planificación y Desarrollo          |                           | Fitsum Assefa        | [ 1 ]  |       |
| Ministro de Agua y Energía                      |                           | Habtamu Itefa        | [ 1 ]  |       |
| Ministro de Minas y Petróleo                    |                           | Takele Uma Banti     | [ 1 ]  |       |
| Ministro de Turismo                             |                           | Nassise Chali        | [ 1 ]  |       |
| Ministro de Agricultura                         |                           | Omer Husen           | [ 1 ]  |       |
| Ministra de Riego y Desarrollo de Áreas Bajas   |                           | Aisha Mohammed Mussa | [ 1 ]  |       |
| Ministro de Urbanización e Infraestructura      |                           | Chaltu Sani          | [ 1 ]  |       |
| Ministro de Trabajo y Desarrollo de Habilidades |                           | Muferiat Kamil       | [ 1 ]  |       |
| Ministro de la Mujer y Asuntos Sociales         |                           | Ergoge Tesfaye       | [ 1 ]  |       |
| Ministra de Cultura y Deporte                   |                           | Kejella Merdassa     | [ 1 ]  |       |